# Kungsholmen
Kungsholmen è una delle 14 circoscrizioni amministrative di Stoccolma, in Svezia.

## Geografia fisica
Sorge su un'isola, separata grazie al Barnhusviken da Norrmalm, raggiunge una estensione pari a 3,9 km², ed è composta principalmente dai seguenti distretti:
- Marieberg
- Fredhäll
- Kristineberg
- Stadshagen
- Kungsholmen.

Il suo punto più alto, situato ad un'altitudine di 47 metri, si trova presso Stadshagsplan.

## Storia
I frati francescani iniziarono a vivere sull'isola a partire dal XV secolo, e proprio per questa ragione in quell'epoca la denominazione della zona era Munklägret (ovvero "accampamento dei monaci").
A seguito della Riforma protestante svedese, conclusasi presso il Parlamento a Västerås nel 1527, i monaci furono espulsi ed i terreni diventarono proprietà della corona.
Nel 1635 è stato costruito il primo ponte. Pochi anni più tardi la regina Cristina di Svezia ha donato appezzamenti di terreno localizzati nella parte occidentale dell'isola ad alcuni generali della guerra dei trent'anni, che trasformarono questi spazi in giardini.
Al fine di agevolare il popolamento di quest'area, furono studiati privilegi verso artigiani e produttori: questi erano per esempio autorizzati ad organizzare le loro attività senza dover appartenere a corporazioni, ed erano esenti da imposte per un periodo di dieci anni. Nel 1672 Munklägret cambiò ufficialmente la propria denominazione in Kungsholmen.
Contemporaneamente al crollo dell'Impero svedese occorso all'inizio del XVIII secolo, la corona intraprese una generosa politica economica per lo sviluppo di Kungsholmen. Si svilupparono industrie ed ospedali: per esempio presso Hornsberg fu istituita un'industria manifatturiera di cotone, e presso Marieberg una fabbrica di porcellana. La svolta industriale ha portato ad un enorme incremento del numero di abitanti. La popolazione è cresciuta da poco più di 4.000 persone nel 1860 a 26.000 nel 1890.
Agli inizi del 1900 un radicale cambiamento strutturale ha avuto luogo a Kungsholmen: i tratti della vecchia zona industriale furono spazzati via per far posto a nuovi alloggi e a nuovi siti per le istituzioni pubbliche. Le aree residenziali di Fredhäll e Kristineberg sono state costruite intorno al 1930, così come furono realizzati i ponti Västerbron e Tranebergsbron, mentre il ponte Sankt Eriksbron venne allargato alle dimensioni attuali. La metropolitana di Stoccolma iniziò a servire l'isola a partire dal 1952.
Al 31 dicembre 2007 la popolazione ammontava a 56.754 abitanti.

## Galleria d'immagini

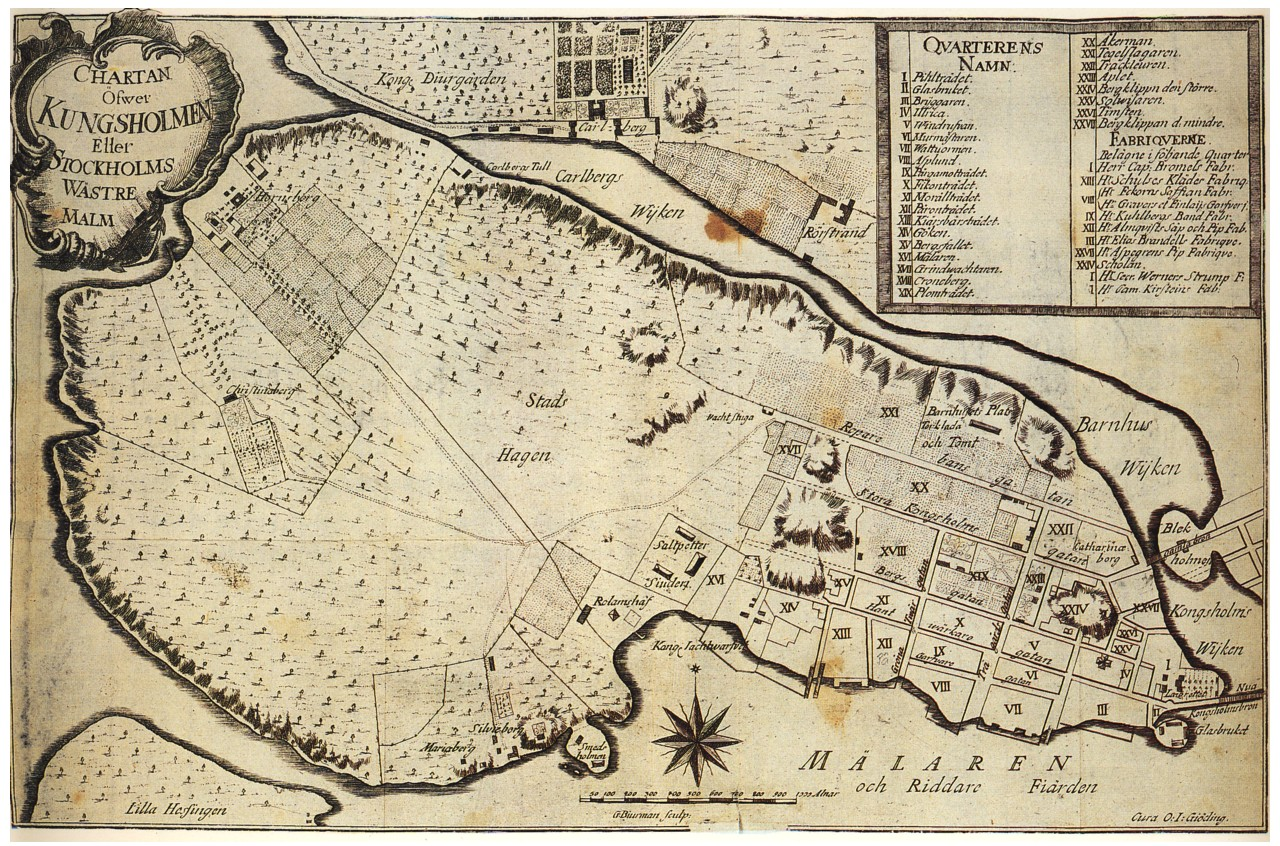
Una mappa dell'anno 1754
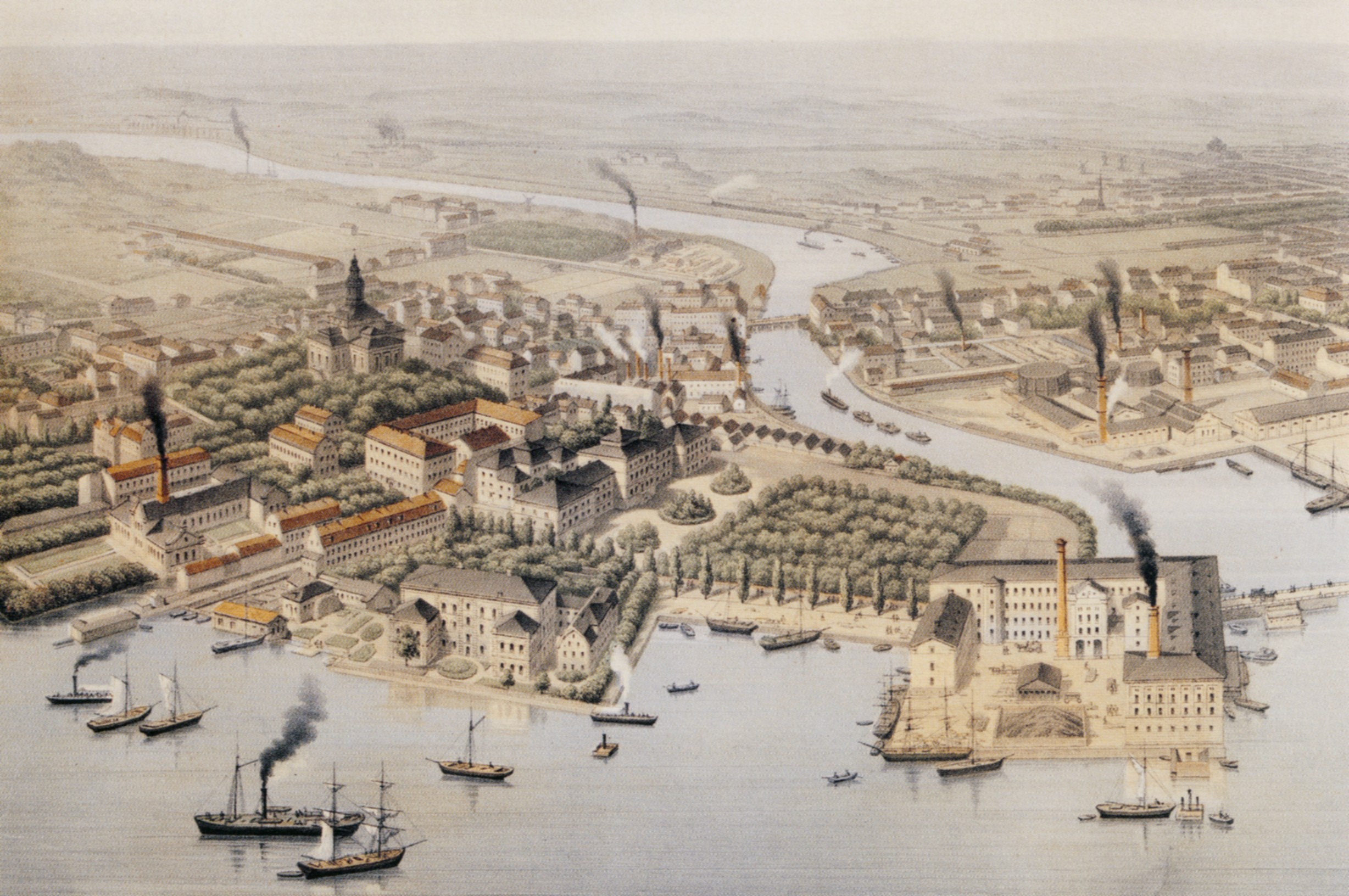
La parte occidentale (al 1870)
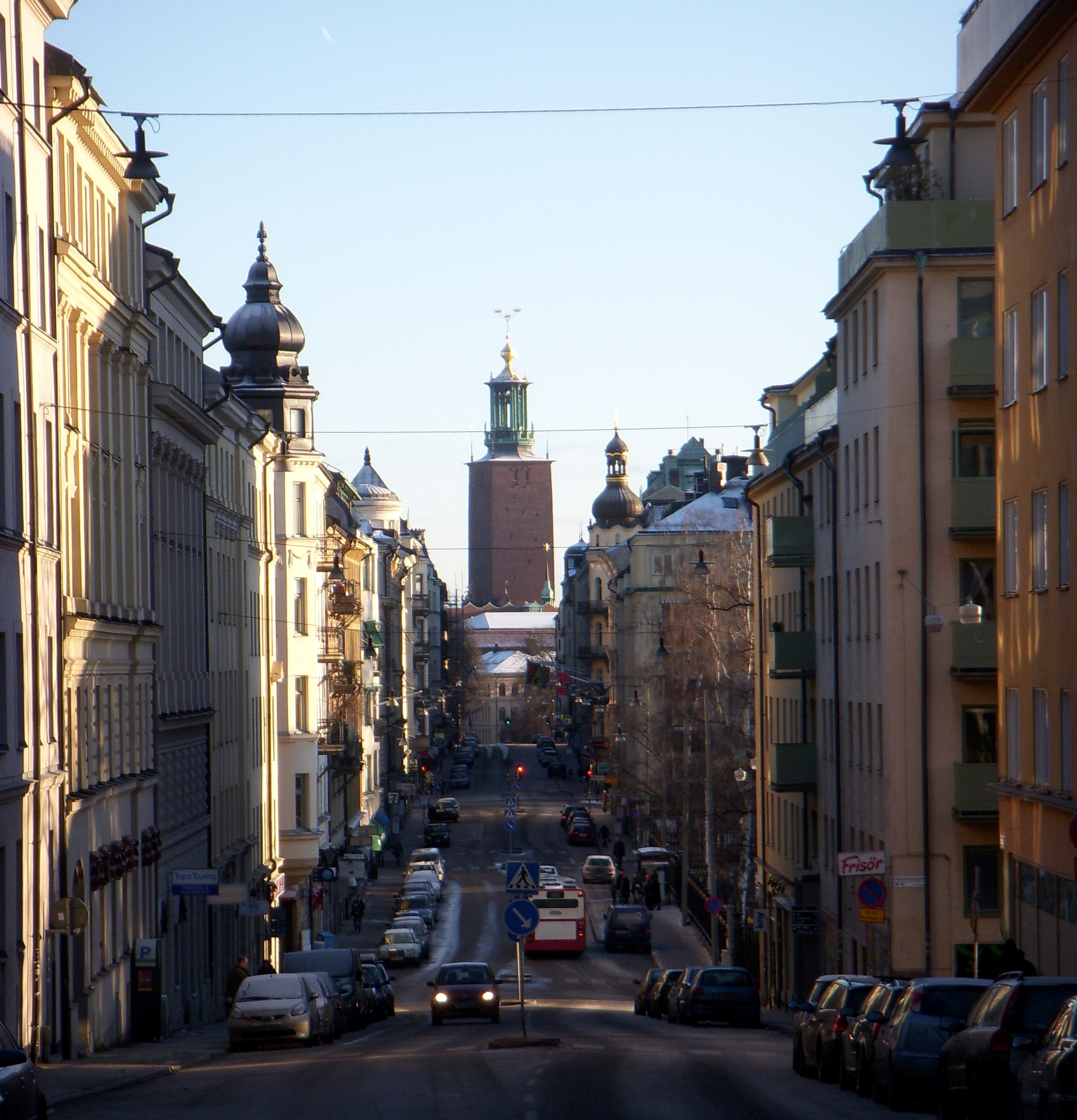
Vista dal viale Hantverkargatan
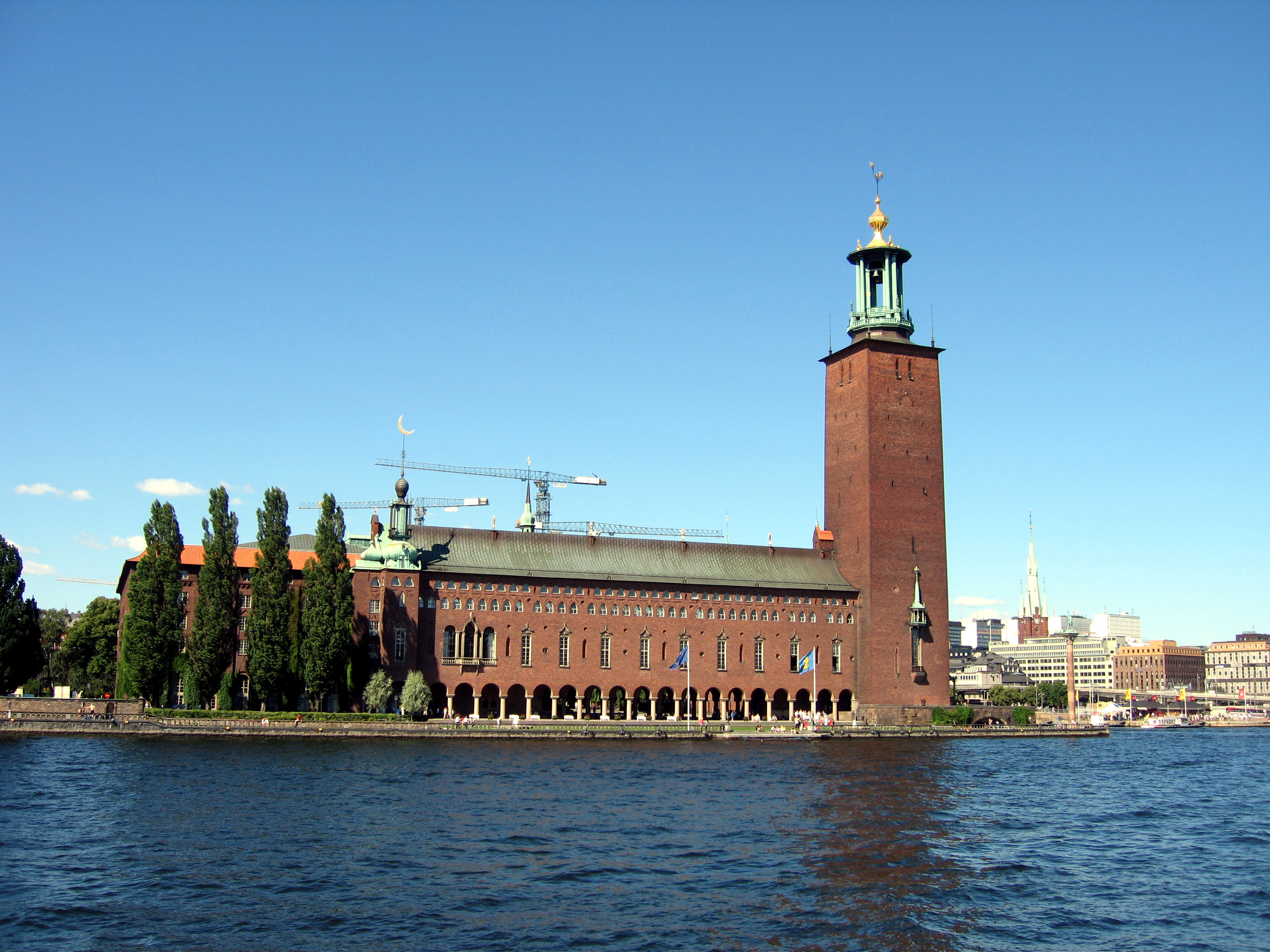
Municipio (Stockholms stadshus)